# Zephyrhills West
Zephyrhills West es un lugar designado por el censo ubicado en el condado de Pasco en el estado estadounidense de Florida. En el Censo de 2010 tenía una población de 5.865 habitantes y una densidad poblacional de 844,01 personas por km².

## Geografía
Zephyrhills West se encuentra ubicado en las coordenadas 28°13′52″N 82°12′18″O / 28.23111, -82.20500. Según la Oficina del Censo de los Estados Unidos, Zephyrhills West tiene una superficie total de 6.95 km², de la cual 6.95 km² corresponden a tierra firme y (0%) 0 km² es agua.

## Demografía
Según el censo de 2010, había 5.865 personas residiendo en Zephyrhills West. La densidad de población era de 844,01 hab./km². De los 5.865 habitantes, Zephyrhills West estaba compuesto por el 96.81% blancos, el 0.87% eran afroamericanos, el 0.26% eran amerindios, el 0.46% eran asiáticos, el 0.05% eran isleños del Pacífico, el 0.66% eran de otras razas y el 0.89% pertenecían a dos o más razas. Del total de la población el 3.61% eran hispanos o latinos de cualquier raza.